# Cinema del Líban

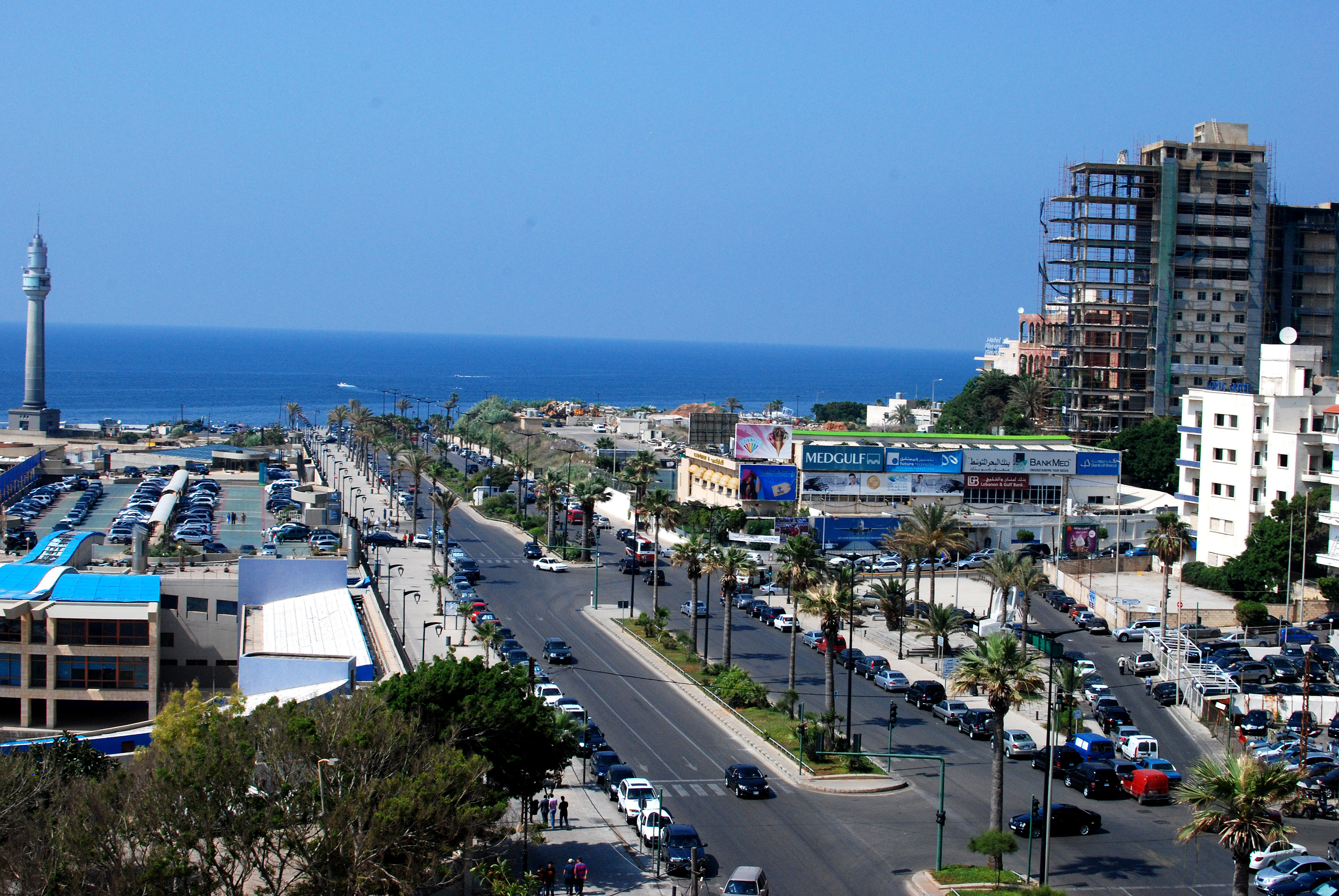
Beirut, la capital del Líban, és l'epicentre de la producció cinematogràfica del país asiàtic, una de les ciutats amb major projecció del cinema àrab i el lloc de filmació de diverses produccions internacionals.

El cinema de Líban, segons el crític i historiador Roy Armes, és l'únic cinema del món àrab, a part de l'egipci, que podria constituir una indústria cinematogràfica nacional. El cine en Líbano ha existido desde la década de 1920 i des de llavors s'hi han produït més de 500 pel·lícules.
Si bé hi ha hagut un augment constant en la producció de pel·lícules des del final de la Guerra Civil del Líban, el nombre de pel·lícules produïdes anualment continua sent relativament petit en comparació amb el que solia ser en la dècada de 1960 i la indústria continua depenent en gran manera del finançament estranger, principalment europea. La indústria també continua depenent dels ingressos de taquilla internacional a causa de la grandària limitada del mercat intern.
Malgrat això, les produccions cinematogràfiques locals han gaudit d'un grau d'èxit local i internacional. La pel·lícula de Ziad Doueiry L'insult va ser nominada a un Premi Óscar en la categoria de millor pel·lícula de parla no anglesa en la seva edició número noranta. Tres produccions de Nadine Labaki han estat exhibides en el Festival de Cinema de Canes, iniciant amb Caramel en la Quinzena dels Cineastes. La seva segona pel·lícula, Et maintenant, on va où ?, va ser presentada en la secció Un Certain Regard i més tard va guanyar el premi del públic al Festival Internacional de Cinema de Toronto. Cafarnaüm, el seu tercer llargmetratge, va ser nominat a una Palma d'Or a Canes.

## Història
La història del cinema al Líban es remunta a la dècada de 1890. Dos anys després que els germans Lumière projectessin públicament la seva primera pel·lícula el desembre de 1895 a París van començar a enviar representants itinerants a recórrer diferents països per mostrar les seves pel·lícules. Una de les ciutats que van visitar va ser la capital del Líban, Beirut. Diversos anys més tard, el 1909, Pathé Frères va obrir la primera sala de cinema a la mateixa ciutat. Aquests esdeveniments van ajudar a conrear una cultura de veure pel·lícules al país. El primer operador de Lumière que va anar al Líban va ser Alexandre Promio.

### Mandat francès
Han existit cinemes a Líban des de la dècada de 1920 i es va presentar un fort augment en el nombre de sales de cinema entre 1923 i 1929. A la fi de la dècada, les sales de cinema eren un lloc comú a Beirut i algunes eren utilitzades com a lloc de reunions polítiques. Per exemple, en 1925, el Partit Comunista es va reunir al Cinema Crystal a Beirut. Els cinemes es van tornar tan populars que en 1931 es va realitzar una marxa estudiantil exigint que els preus de les entrades fossin més econòmics. Per competir contra la indústria de Hollywood, França va decretar que totes les pel·lícules estatunidenques importades al Líban es doblessin al francès.

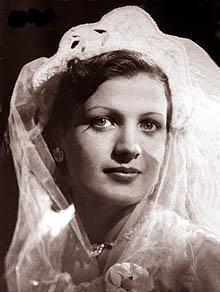
Mary Queeny, actriu libanesa egípcia que va exercir la seva carrera en el cinema d'Egipte.

La primera pel·lícula local, The Adventures of Elias Mabruk, va ser produïda en 1929. Es tracta d'una pel·lícula muda dirigida per Jordano Pidutti, un immigrant italià que treballava com a xofer per a la distingida família Sursock abans de dedicar la seva vida a la producció i direcció de cinema. The Adventures of Elias Mabruk narra la història d'un emigrant libanès que torna al seu país després d'una llarga i caòtica estada a Amèrica a la recerca de la seva família. La història d'aquest emigrant va capturar sentiments nostàlgics en un país on aquesta situació era una realitat comuna i es va convertir en un tema recurrent al cinema libanès. La segona producció de Jordano Pidutti fou The Adventures of Abu Abed, una comèdia considerada com la primera pel·lícula feta íntegrament amb fons provinents del país. Va ser finançada per Rachid Ali Chaaban, qui a més es va encarregar de protagonitzar la pel·lícula.
Dones libaneses com Assia Dagher i Mary Queeny van ser pioneres del cinema egipci. Al Líban, a Herta Gargour, qui va dirigir l'estudi de cinema Luminar Films, se li atribueix gran part de la realització de pel·lícules al Líban just després de l'era del cinema mut. In the Ruins of Baalbeck (1936), produïda per Luminar Films, va ser la primera pel·lícula amb so realitzada al país y fue un éxito económico y de audiencia. i va ser un èxit econòmic i d'audiència. Dirigida per Julio De Luca i Karam Boustany, narra la història d'amor d'un príncep local que s'enamora d'una estrangera. És a més considerada la primera pel·lícula àrab en la qual s'utilitza la forma dialectal àrab libanesa.
Ali Al-Ariss es va convertir en el primer libanès a dirigir la seva pròpia pel·lícula, titulada The Rose Seller en 1940, seguida per Planet of the Desert Princess. També es van fer documentals durant aquest període, però no van superar la censura francesa.

### Post-independència
Després de la independència del Líban, els cineastes van començar a utilitzar temàtiques locals en les seves pel·lícules com la vida rural i el folklore. Durant aquest període, Líban va ser testimoni de l'auge econòmic que va convertir al seu capital, Beirut, en el centre financer del Mediterrani Oriental. L'èxit econòmic del país, sumat a la presència de 38 bancs i d'una societat oberta, multicultural i liberal, va fer del país una opció de producció alternativa a Egipte, que en aquest moment era el centre cinematogràfic del món àrab. Addicionalment, «Líban comptava amb les millors opcions tècniques» per a la producció cinematogràfica. En 1952 es van crear estudis totalment equipats, com l'estudi Haroun, propietat de Michel Haroun, i l'estudi Al-Arz.
Durant la primera meitat del segle xx, el cinema libanès es va mantenir estretament associat amb el cinema egipci. A més d'exportar a nombrosos actors i actrius libanesos com Nour Al Hoda i Sabah Fighali, ballarines de ventre com Badia Massabni i productors com Assia Dagher, els distribuïdors libanesos van monopolitzar l'exportació de pel·lícules egípcies entre els anys 1930 i 1970.
La primera pel·lícula libanesa en selecció al Festival de Cinema de Canes va ser Ila Ayn? de Georges Nasser, estrenada en 1958. Malgrat el seu èxit a l'estranger i d'haver estat exhibida en nombrosos festivals, els cinemes del Líban van dubtar a projectar la pel·lícula, donant-li només una projecció limitada al Cinema Ópera. En el seu seixantè aniversari, la pel·lícula va ser restaurada i projectada com a part de l'esdeveniment Cannes Classics en 2017. L'obra de George Nasser ha estat més benvolguda en els últims anys, i el cineasta, que ensenya en l'Acadèmia Libanesa de Belles arts, ha estat elogiat constantment, fins i tot en el Festival de Cinema de Trípoli, celebrat en el seu honor l'any 2017.
Les coproduccions amb Egipte i Síria eren també comunes en aquest període, considerat com l'«Edat Daurada» de la indústria cinematogràfica libanesa. Addicionalment, els productors libanesos van exercir un paper influent en les primeres etapes de producció del cinema iraquià entre 1945 i 1951.

#### L'Edat Daurada

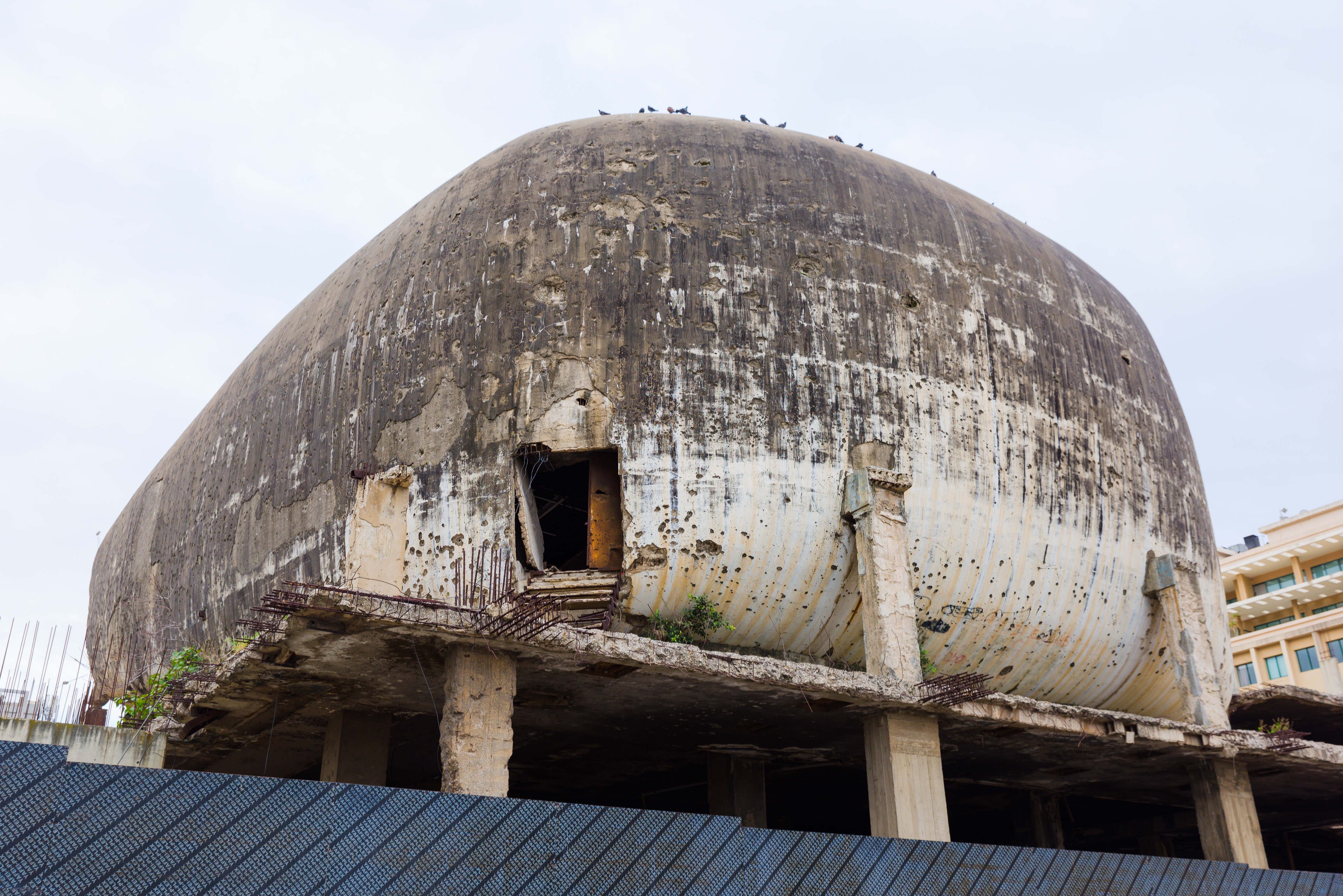
The Dome, sala de cinema construïda a Beirut en 1965.

La indústria cinematogràfica va continuar prosperant en la dècada de 1960. Després que Gamal Abdel Nasser nacionalitzés la indústria del cinema a Egipte en 1963, molts productors, directors i distribuïdors privats com Youssef Chahine es van mudar al Líban. La migració de la producció cinematogràfica a Beirut va marcar el començament de l'anomenada «Edat Daurada», convertint al Líban en l'escenari de gairebé totes les pel·lícules egípcies i establint a la indústria cinematogràfica libanesa com la segona més gran del món àrab. Beirut va rivalitzar amb el Caire com la ciutat dominant del cinema àrab, i fins i tot la va reemplaçar breument com el seu epicentre; no obstant això, les pel·lícules produïdes en els anys 1960, en la seva major part, mancaven d'un sentit d'identitat nacional i eren merament produccions comercials, dirigides a un públic panárabe. Per exemple, el cineasta libanès Mohammed Selmane va produir una sèrie de llargmetratges amb temàtica beduïna, com a Beduí a París  (1964) i Beduí a Roma (1965), totes dues protagonitzades per Samira Tawfiq i dirigides no sols a les audiències locals, sinó també al públic sirià, iraquià i jordà. Mohamed Selmane, qui es va preparar a Egipte i va tornar al seu país per a realitzar 30 pel·lícules en 25 anys, va ser un dels directors més prolífics de l'època.
Els musicals dels germans Rahbani protagonitzats per Fairuz van ser una excepció a les pel·lícules que mancaven d'identitat nacional. Les pel·lícules de Rahbani abordaven temes nostàlgics de la vida als llogarets del Mont Líban.a nostàlgia es va convertir en una temàtica comuna en les produccions libaneses des de 1929. Si bé moltes pel·lícules dels anys 1960 es van filmar en la llengua vernacla egípcia per a atendre el gran mercat d'aquest país, les produccions dels germans Rahbani van ser filmades en dialecte libanès. The Seller of Rings (بياع الخواتم) (1965), ambientada en un llogaret maronita i plena d'elements folklòrics, va ser una adaptació d'una de les seves operetes a la pantalla gran. Una altra pel·lícula de Rahbani, Safar Barlik, ambientada en 1912, representa la lluita del Líban contra l'ocupació otomana. La cinta va començar a presentar-se contínuament en la televisió libanesa, especialment el Dia de la Independència.

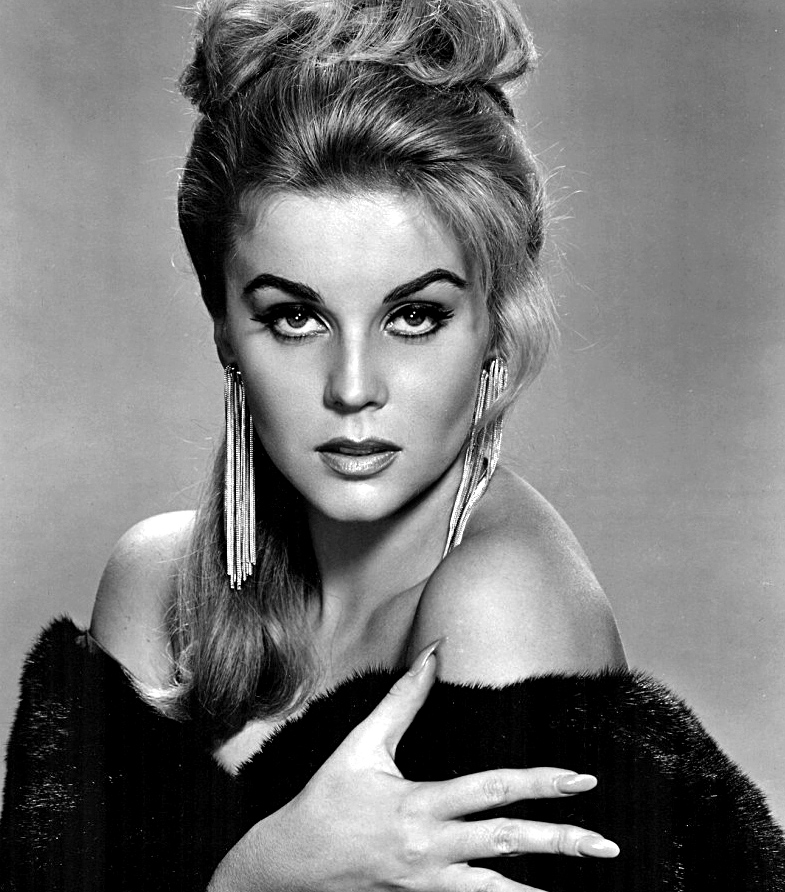
Ann-Margret, reconeguda actriu sueca, va protagonitzar la pel·lícula Rebus, filmada en locaciones de Beirut en 1972.

Va haver-hi altres excepcions com les pel·lícules d'autor de George Nasser i Youssef Maalouf. La segona pel·lícula de Nasser, The Small Stranger, també va ser seleccionada per a participar en Cannes en 1962. Youssef Maalouf va adaptar al cinema la novel·la de Kahlil Gibran The Broken Wings en 1962. Es creia que les impressions de The Broken Wings havien estat destruïdes durant la guerra, però una d'elles va ser trobada en una església, i la pel·lícula, protagonitzada per l'actriu Nidal Al-Askhar, va poder ser restaurada.
Líban es va convertir a més en l'escenari de filmació d'algunes produccions internacionals. Per exemple, en 1965, Where the Spies Are de Val Guest, protagonitzada per David Niven i Françoise Dorléac, va ser filmada en localitzacions de Beirut. Twenty-Four Hours to Kill, protagonitzada per Mickey Rooney i Secret Agent Fireball, protagonitzada per Richard Harrison, també van ser filmades a Beirut aquest mateix any. En 1966 el director alemany Manfred R. Köhler va filmar la cinta Agent 505: Death Trap in Beirut. La gran sauterelle de George Lautner va ser filmada en la capital libanesa en 1967. Rebus, protagonitzada per Ann-Margret, va ser filmada al Casino du Liban en 1969. Mentre Honeybaby, Honeybaby va ser rodada en 1974 a Beirut, els productors de la pel·lícula de l'agent secret britànic James Bond L'home de la pistola d'or, parcialment ambientada a Beirut, van decidir no filmar en la capital libanesa a causa dels creixents problemes polítics que s'estaven presentant al país.

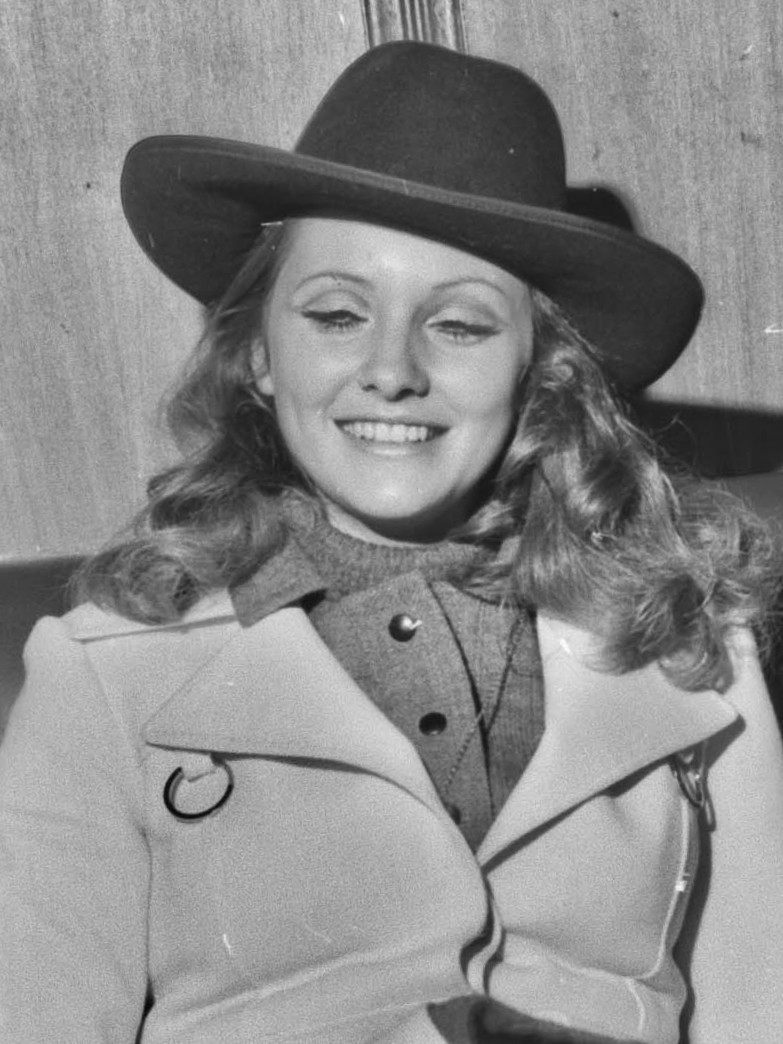
Georgina Rizk (1971)

En 1965, la UNESCO va establir el Centre d'Enllaç del Cinema Àrab al Centre Nacional de Cinema de Beirut com a seu regional per a vincular les activitats cinematogràfiques a tot el món àrab. Beirut va ser seu del primer festival internacional de cinema del món àrab en 1971. Fins a mitjan dècada de 1970, la indústria cinematogràfica al Líban floria amb un atractiu mercat que es va estendre als països veïns de parla àrab. El país estava produint «una sèrie de pel·lícules sexualment indulgents» com Cats of Hamra Street i The Guitar of Love el 1973, protagonitzada per Georgina Rizk, la reina de bellesa libanesa que va guanyar el concurs de Miss Univers el 1971. En els anys 1970, l'assistència als cinemes al Líban va ser la més alta entre els països del món àrab.
Heiny Srour no sols es va convertir en la primera directora libanesa i àrab a tenir la seva pel·lícula en competència al 27è Festival Internacional de Cinema de Canes el 1974, el seu documental The Hour of Liberation Has Arrived va ser la primera producció cinematogràfica dirigida per una dona que es va projectar al festival.

### Guerra civil
Abans de la guerra civil, 161 pel·lícules, la majoria d'elles melodrames de tall comercial, van ser produïdes a Líban i exportades a diversos països àrabs, però quan es va desfermar la guerra civil, la producció audiovisual va disminuir dràsticament.
No obstant això es va presentar un «sorgiment d'una nova ona de cineastes libanesos entre els quals van destacar diverses dones». Aquestes cineastes, que van emergir durant aquest període, van crear pel·lícules aclamades i de renom internacional. Alguns dels cineastes notables durant la guerra civil van ser Maroun Baghdadi, Jocelyne Saab, Borhane Alaouié, Heiny Srour, Randa Chahal Sabag i Jean Chamoun. En els anys 1970 la temàtica més comuna de les produccions realitzades al Líban era el conflicte polític que venia travessant el país. El desplaçament també va ser un tema recurrent, com el demostra Beirut, la trobada de Borhane Alaouie. (1981). Les pel·lícules d'aquest període es van caracteritzar per una falta de conclusió, la qual cosa reflectia la condició aparentment interminable de la guerra en aquest moment.
Un dels directors més importants que va sorgir durant aquesta època va ser Maroun Baghdadi. Segons Lina Khatib, autora del llibre Lebanese Cinema: Imagining the Civil War and Beyond, «les pel·lícules de Baghdadi eren considerades la pedra angular del cinema libanès». Baghdadi va crear Les petites guerres (1982) amb el suport del director Francis Ford Coppola. La cinta fou presentada a la secció Un Certain Regard del 35è Festival Internacional de Cinema de Canes el 1982. També va ser exhibida al Festival de Cinema de Nova York el 2 d’octubre del mateix any.
Els documentals de cineastes com Jocelyne Saab, que «van adoptar un estil principalment periodístic», també es van desenvolupar de manera ràpida i reeixida durant aquest període. Documentals palestins i libanesos produïts a Líban durant els anys 1970 van generar una onada de producció documental a tot el món àrab. Aquest tipus de filmacions van contribuir al desenvolupament de la producció de llargmetratges a principis dels anys 1980.

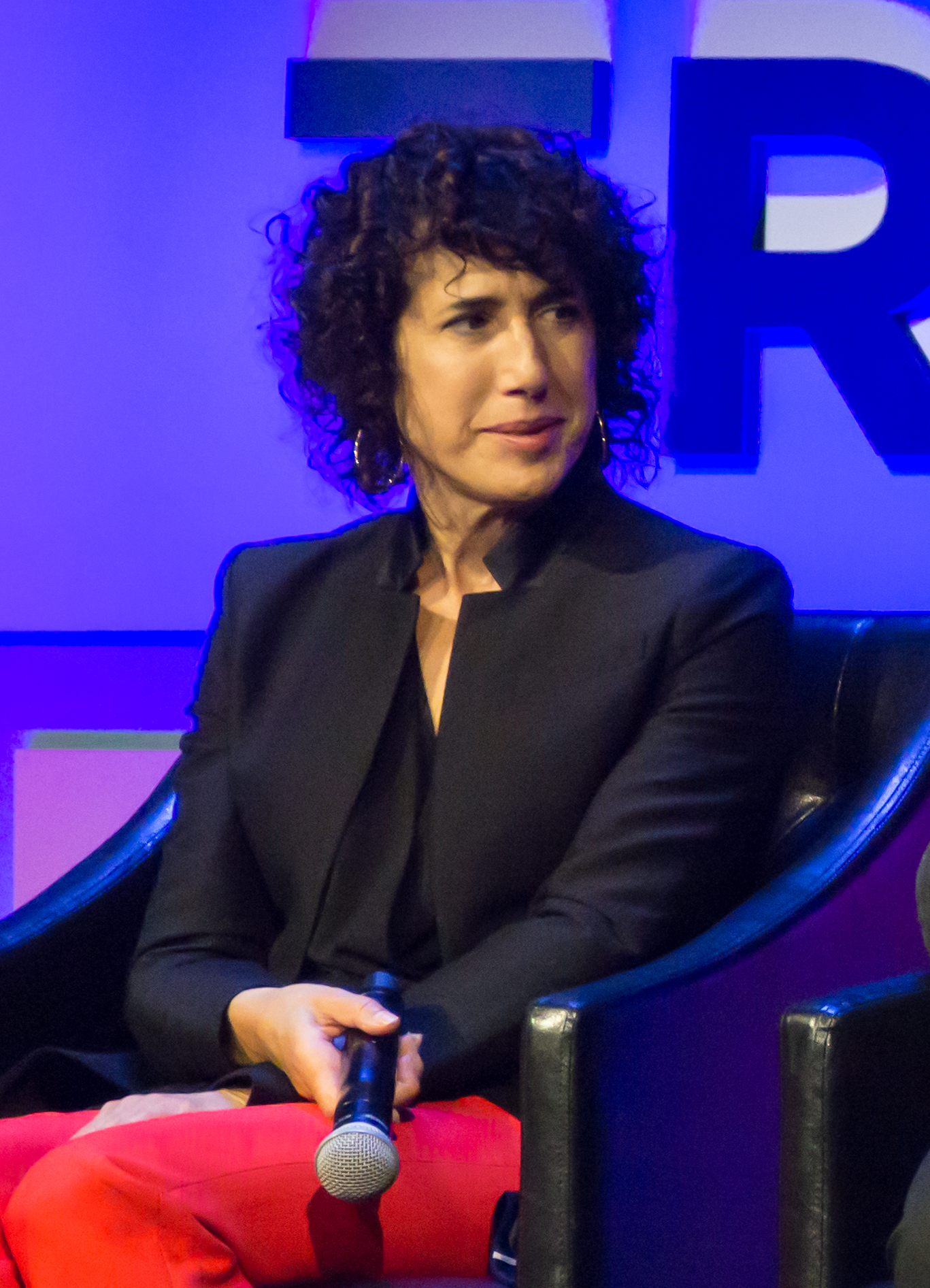
El documental Beirut: The Last Home Movie de Jennifer Fox (en la imatge), va ser exhibit en importants festivals internacionals.

Molts cineastes d'aquesta era, com Jocelyne Saab, Jean Chamoun, Randa Chahal Sabbag i Maroun Baghdadi es van establir a França a causa del prolongat conflicte intern al Líban.
Beirut: The Last Home Movie és un documental de 1987 dirigit per Jennifer Fox i filmat en la històrica mansió de la família Bustros a Beirut. El documental, que narra la història d'una de les famílies més riques del Líban, va ser guardonat amb el Premi a l'Excel·lència en Cinematografia i va guanyar el Gran Premi del Jurat Documental en el Festival de Cinema de Sundance de 1988.
Malgrat la guerra, el Líban va presentar una pel·lícula per primera vegada per participar en un Premi Oscar en la categoria de millor pel·lícula de parla no anglesa quan Promise of Love (1978), un llargmetratge en armeni de Sarky Mouradian, va ser seleccionat per a disputar aquest important guardó.
A més de l'auge dels documentals i de pel·lícules presentades en festivals, a principis dels anys 1980 es va començar a produir cinema comercial al país, en un intent per emular les produccions de sèrie B que s'estaven realitzant a Hollywood en aquest moment. Directors prominents com Youssef Charafeddine i Samir El-Ghoussaini aspiraven l’escapisme a les seves pel·lícules per a treure a les seves audiències del context de la guerra. Llargmetratges com The Last Passage (1981), The Decision (1981) i The Leap of Death (1982) es van tornar populars perquè representaven una societat lliure de guerra on la llei i l'ordre existien realment. Altres pel·lícules de tall comercial, com Ghazl Al-Banat, van incorporar la guerra en la seva narrativa. L'era de la producció cinematogràfica comercial va finalitzar amb la guerra del Líban de 1982.

### Renaixement en la postguerra
Després de la guerra, Beirut va emergir de nou com un dels centres més importants de producció audiovisual del món àrab. Si bé la producció es va concentrar principalment en la televisió, va haver-hi intents de reactivar la indústria cinematogràfica al Líban, especialment per part dels acabats de graduar de les escoles de cinema libaneses. Si bé les escoles de cinema són una raresa a la regió, a mitjan dècada de 1990 sis de les universitats de Beirut oferien títols en cinema i televisió i això va atreure l'afluència d'estudiants de països àrabs que van optar per rebre la seva capacitació al Líban. El finançament de la producció cinematogràfica al país en aquest període depenia principalment del suport estranger, tant d'Europa com de la diàspora libanesa.
La guerra civil va ser un tema recurrent per als cineastes del país des de 1975, i aquesta tendència va continuar al començament de la postguerra, on les pel·lícules continuaven sent afectades temàticament per la guerra. Les pel·lícules fetes després de la guerra tenien el tema comú de tornar a l'escenari bèl·lic i tractar el trauma en les societats posteriors al conflicte.
Moltes pel·lícules, com l'experimental Il était une fois Beyrouth de Jocelyne Saab, examinaven la destrucció deixada pel conflicte bèl·lic. Hors la Vie de Maroun Baghdadi va guanyar el Premi del Jurat a Canes el 1991. Altres produccions com Histoire d'un retoure de Jean-Claude Codsi van utilitzar la temàtica de tornar al país després d'anys d'exili i guerra. El 1994 la cinta de Codsi va guanyar el Premi del Jurat en el Festival international du film Francophone a Bèlgica.
Si bé moltes pel·lícules produïdes en la dècada de 1990 van tenir èxit en festivals internacionals, els espectadors libanesos no se sentien molt atrets per les pel·lícules de caràcter bèl·lic. Una excepció va ser West Beirut (1998), film que es va convertir en un èxit local i internacional. No sols va ser la primera pel·lícula libanesa, sinó també la primera pel·lícula en àrab que es va estrenar als Estats Units. La cinta, que va rebre atenció mundial, va ser la primera producció libanesa que la generació de la postguerra al Líban realment va veure als cinemes i va marcar el començament d'una nova era en la cinematografia del país asiàtic a la qual la historiadora Lina Khatib es refereix com «un renaixement».

### Segle XXI
Quant a temàtiques, una mescla de problemes locals i d'estètica occidental va caracteritzar a aquest període de la cinematografia libanesa. Les produccions del començament del nou mil·lenni van aconseguir un atractiu nacional en el qual moltes pel·lícules no sols van tenir un èxit comercial com s'evidencia en les vendes en taquilla de Bosta, Caramel, Stray Bullet i Et maintenant, on va où ?, sinó que també van poder competir amb produccions estatunidenques. El finançament va continuar depenent d'organitzacions europees, com el Fonds Sud Cinéma i la Organisation Internationale de la Francophonie, ambdues franceses. Bosta, de Philippe Aractingi, és una de les poques pel·lícules que va ser completament finançada amb mitjans locals.

### Dècada de 2000

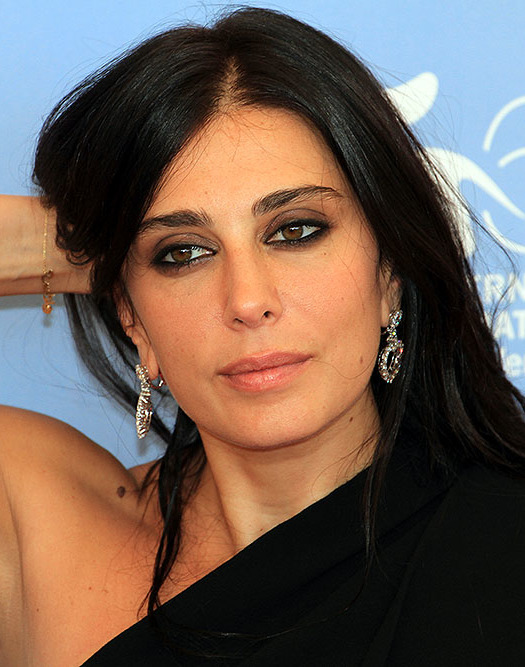
Nadine Labaki, actriu i directora de cinema libanesa, ha dirigit importants pel·lícules com Caramel (2007) i Et maintenant, on va où ? (2011).

Terra Incognito de Ghassan Salhab (2002) va ser exhibida en la secció Un Certain Regard a Canes. El 2003, Le Cerf-volant de Randa Chahal va abordar el tema de les famílies separades per l'ocupació territorial al Líban. La seva pel·lícula va guanyar el Lleó d'Or a la Mostra Internacional de Cinema de Venècia.
També en 2003, Georges Schoucair va tornar al Líban després d'estudiar producció de cinema a França i va fundar Abbout Productions, la primera companyia de producció al país després de la postguerra, que s'ha convertit en la «casa de producció més destacada del Líban i una de les companyies més importants de cinema art a la regió».
L'any 2004 es van produir quatre llargmetratges de ficció i dos documentals. The Perfect Day de Joana Hadjithomas i Khalil Joreige (2005) va examinar les implicacions socials dels segrestos polítics que van ocórrer durant la guerra. Atlal de Ghassan Salhab (2006) va representar la memòria cultural de la guerra des dels ulls d'un vampir protagonista atrapat als llimbs entre la vida i la mort. Zozo (2005) de Josef Fares segueix la vida d'un jove i el seu viatge per a fugir de la guerra cap a Suècia. Van sorgir noves produccions que no tenien res a veure amb la temàtica bèl·lica, com In the Battlefields de Danielle Arbid (2005), que criticava a la societat patriarcal. Els cineastes van començar a examinar el context de la postguerra i van abandonar gradualment la temàtica de la supervivència al conflicte. Falafel (2005) de Michel Kammoun, un film sobre la joventut en la postguerra, es va estrenar en 2006 al festival Cinema Days of Beirut, un esdeveniment que no va ser cancel·lat malgrat el bombardeig israelià de la capital com un senyal de «resistència cultural».
La producció de curtmetratges, especialment dels graduats de les escoles de cinema libaneses, també va ser en augment i va rebre atenció local i internacional. After Shave de Hany Tamba va guanyar un Premi César en la categoria de millor curtmetratge l'any 2006.
El 2007 va ser un any important per al cinema libanès. Dues directores, Nadine Labaki i Danielle Arbid, van presentar els seus films en el Festival de Cannes. Labaki va presentar Caramel i Arbid va presentar Un homme perdu. Aquest últim film presenta una quantitat d'escenes sexualment gràfiques, alguna cosa molt poc comú en les produccions del món àrab. Caramel va ser exhibida internacionalment als Estats Units, Anglaterra, l'Argentina i França.

### Dècada de 2010
Segons una recerca realitzada per la Fundació de Cinema del Líban, «la indústria cinematogràfica libanesa ha experimentat un creixement significatiu en els últims anys, amb 31 pel·lícules produïdes en 2014, en comparació amb les quatre produïdes una dècada enrere». The Mountain de Ghassan Salhab, produïda per Abbout Productions, va ser estrenada en el Festival de Doha-Tribeca.

#### 2010
El 2010 es van produir onze pel·lícules a Líban. Muriel Abourouss va guanyar un premi en la categoria de millor director de fotografia en la pel·lícula Rsasa taycheh de Georges Hachem al Festival international du film Francophone a Bèlgica. Vatche Boulghourjian va filmar en la localitat de Burj Hammoud el curtmetratge Hinkerort Zorasune en dialecte armeni, producció que va obtenir el tercer lloc del Premi Cinéfondation en el Festival de Canes.
Ok, Enough, Goodbye de Rania Attieh i Daniel García va ser filmada a Trípoli, Líban en 2010. Va empatar amb Ragazze de Delphine i Muriel Coulin pel Premi Especial del Jurat al Festival de Cinema de Torí en 2011.
També en 2010, Carlos, una minisèrie de Canal+ protagonitzada per Édgar Ramírez, va comptar amb diversos actors libanesos com Razane Jammal, Rodney El Haddad, Antoine Balabane, Ahmad Kaabour, Talal El-Jordi i Badih Abou Chakra. Carlos, que es va exhibir en el Festival de Cinema de Cannes de 2010, va guanyar un Globus d'Or en 2010 a la millor minisèrie o telefilm.

##### 2011
L'augment en la producció cinematogràfica va ser evident en 2011 amb 24 pel·lícules produïdes. Et maintenant, on va où ? de Nadine Labaki va guanyar el Prix Francois Chalais a Canes. La cinta també va obtenir el premi del públic al Festival Internacional de Cinema de Toronto i el premi de l'audiència al Festival Films from the South a Oslo, Noruega. La companyia estatunidenca Sony Pictures Classics va adquirir els drets internacionals del film, que va ser seleccionat per a representar al Líban en els Premis de l'Acadèmia en la categoria de millor pel·lícula de parla no anglesa. Va obtenir altres reconeixements, com el Byarad d'Or en el Festival International du Film Francophone i el premi a la millor pel·lícula narrativa en el Festival de Doha Tribeca.

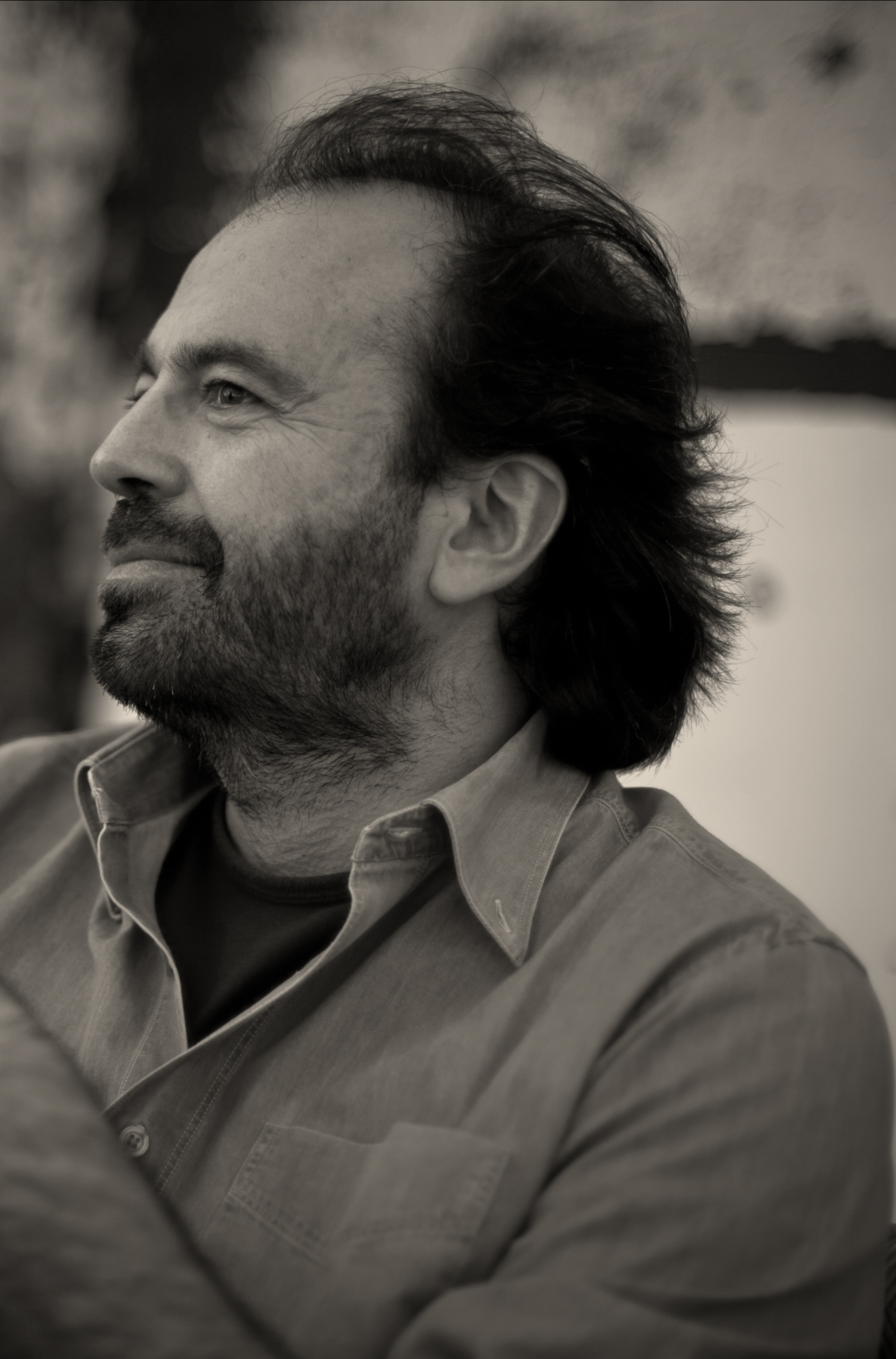
Ghassan Salhab és un destacat director, guionista i productor libanès que s'exerceix al cinema d'aquest país des de mitjan dècada de 1980 fins a l'actualitat.

Circumstance, una pel·lícula de Maryam Keshavarz que explora l'homosexualitat a l'Iran modern, va ser filmada íntegrament a Beirut.
En l'estiu de 2011, la ciutat de Beirut va participar per primera vegada en l'esdeveniment 48 Hour Film Project, on van competir 24 equips.
 Allí, Cyril Aris va guanyar el premi a la millor pel·lícula amb el seu curtmetratge Anoesis, que a més va ser presentat a Festival Filmapalooza de 2012.
La tercera pel·lícula de Danielle Arbid, Beirut Hotel, es va estrenar en l'edició número 64 del Festival Internacional de Cinema de Locarno a l'agost de 2011.
Rue Huvelin de Mounir Maasri, ambientada en 1990, narra la història de set estudiants de la Universitat de Saint-Joseph de Beirut durant l'ocupació siriana al Líban. Né à Beyrouth es va encarregar de produir el film.
Jean-Claude Codsi va filmar el seu segon llargmetratge, A Man of Honor, produït per Michel Ghosn i estrenat en el Festival de Doha Tribeca el 28 d'octubre de 2011.
També en 2011, la companyia Beiroots Productions de Celine Abiad va presentar una perspectiva diferent del cinema mediterrani produint una pel·lícula surrealista i experimental filmada en 35 mil·límetres i produïda íntegrament al Líban, A Play Entitled Sehnsucht, escrita i dirigida per Badran Roy Badran. La cinta va ser seleccionada per a la seva distribució internacional a Canes per Albany Films International, una companyia dedicada a la promoció de pel·lícules artístiques independents de directors prometedors.
La producció documental també es va fer present en 2011. Rania Stephan va guanyar un premi com a millor realitzadora de documentals al Festival de Doha Tribeca per The Three Disappearances of Soad Hosny. It's All in Lebanon, un documental dirigit per Wissam Charaf i produït per la companyia Né à Beyrouth es va estrenar al Festival de Cinema de Dubai en 2011. Mercedes de Hady Zaccak es va estrenar en l'esdeveniment Marché du Film. Va rebre diversos premis, incloent-hi el de millor documental al Festival Internacional de Cinema de Dubai i el de millor pel·lícula al Festival Internacional de Documentals Al-Jazeera.
Tretze produccions en total van ser estrenades en el Festival de Cinema de Dubái en 2011: Beirut Hotel de Danielle Arbid, Tannoura Maxi de Youcef Joe Bou Eid, Taxi Ballad de Daniel Joseph, Gate #5 de Simon El Habre, Marcedes de Hady Zaccak, Yamo de Rami Nihawi, Che Guevara Died in Lebanon de Christina Foerch Saab, 19 February de Tamara Stepanyan, A Place to Go de Wajdi Elian, Nice to Meet You de Rodrigue Sleiman i Tarek El Bacha, Uncle Nashaat de Aseel Mansour i Sector Zero de Nadim Mishlawi.

##### 2012
L'augment constant en la producció cinematogràfica va continuar amb 25 pel·lícules produïdes en 2012. Lara Saba va finalitzar la seva segona pel·lícula, Blind Intersections. Encara que va ser aclamada per la crítica, la cinta The Attack de Ziad Doueiry va ser vetada al Líban pel fet d'haver estat rodada a Israel. 74, La reconstitution d'une lutte, un documental de Raed i Rania Rafei, recrea l'ocupació estudiantil de la Universitat Americana a Beirut en 1974.

##### 2013

Philippe Aractingi (centre), cineasta francolibanès actiu des de començaments de la dècada de 1990.

El 2013 es van produir 24 pel·lícules a Líban. Ghadi d’Amin Dora, estrenada a la fi de 2013, va ser seleccionada per a representar al país als Premis Óscar i més tard va guanyar el Premi de l'Audiència en el Festival Internacional de Cinema de Busan. Philippe Aractingi va finalitzar aquest mateix any el seu documental Heritages.

##### 2014
En 2014 es van produir 31 pel·lícules, reflectint a més un augment en el nombre de companyies de producció, incloent 27 enfocades directament en el setè art. Una de les pel·lícules més destacades de l'any va ser Void, escrita per George Khabbaz i dirigida per set diferents directors, tots graduats de la Universitat de Notre Dame. La cinta va ser seleccionada com la representant del Líban per a competir als Premis Oscar en 2015. Ghassan Salhab va treballar amb els actors Carlos Chahine i Carole Abboud a The Valley, cinta que va ser estrenada en el Festival de Cinema de Toronto.

##### 2015
Es van produir 31 pel·lícules en 2015, aconseguint un creixement del 675% des de 2004. El documental 23 Kilometres de Noura Kevorkian va ser seleccionat per competir al Festival Internacional de Cinema de Karlovy Vary i al Festival de Cine de Dubai.

##### 2016
En 2016 es van aprovar dues iniciatives governamentals que van beneficiar a la indústria cinematogràfica libanesa. La primera d'elles va ser un memoràndum signat per la Fundació de Cinema Libanesa i l'Autoritat de Desenvolupament d'Inversions del Líban que emparava a la indústria dels mitjans de comunicació, inclosa la producció cinematogràfica, amb l'exempció total d'impostos sobre els guanys corporatius per deu anys. L'altra iniciativa va ser una oferta del Banc del Líban d'oferir préstecs als realitzadors amb mòdiques taxes d'interès. El banc també va emetre la Circular Intermèdia 416, que subvenciona préstecs de fins a tres milions de dòlars per part de les institucions financeres per a donar suport a produccions cinematogràfiques, televisives i teatrals al país.
En 2016, Solitaire, el primer llargmetratge de Sophie Boutros, es va estrenar en l'edició número 13 del Festival de Cinema de Dubái i la pel·lícula Listen de Philippe Aractingi es va estrenar en la secció de Nits Àrabs del festival.
A Maid for Each, documental de Maher Abi Samra sobre el servei domèstic a Líban, va guanyar el premi Peace Film en el Festival de Berlín.
Un dels majors èxits de 2016 va ser la pel·lícula What About Tomorrow?, una restauració d'imatges antigues filmades en 8 mil·límetres de l'obra de 1978 de Ziad Rahbani. La pel·lícula, que va despertar la nostàlgia dels libanesos, va ser un èxit absolut en la taquilla d'aquest país.

##### 2017

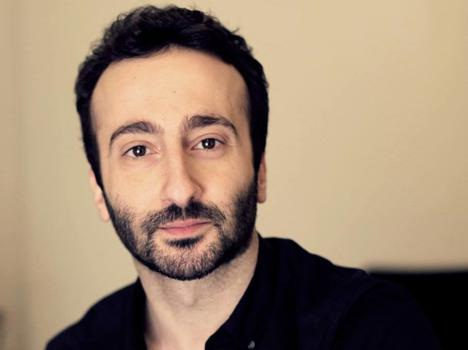
En 2017 la pel·lícula Heaven Without People del cineasta libanès Lucien Bourjeily (en la imatge) va guanyar el Premi Especial del Jurat al Festival Internacional de Cinema de Dubai.

Al desembre de 2017 el llargmetratge debut de Lucien Bourjeily Heaven Without People va guanyar el Premi Especial del Jurat al Festival de Cinema de Dubai mentre que Tramontane de Vatche Boulghourjian va ser presentada en la Setmana de la Crítica de Canes.
Martyr de Mazen Khaled es va estrenar a la Mostra Internacional de Cinema de Venècia el 2 de setembre de 2017. Aquest film de temàtica gai també es va projectar en el Festival South by Southwest, on va ser inclosa en les seleccions oficials de temàtica LGBT. Breaking Glass Pictures va adquirir els drets de reproducció de la cinta als Estats Units.
El documental Taste of Cement del cineasta sirià Ziad Kalthoum va ser filmat a Líban amb la participació del director de fotografia libanès Talal Khoury. Panoptic de Rana Eid, estrenat en cinemes en 2018, es va estrenar en el Festival Internacional de Cinema de Locarno el 2017.
Entre els tretze països àrabs participants, el Líban va tenir la major quantitat de nominacions en la primera edició dels Premis del Cinema Àrab, organitzats per l'Institut del Cinema Àrab. Les pel·lícules nominades van ser: The Traveller de Hadi Ghandour, Go Home de Jihane Chouaib, Listen de Philippe Aractangi, Single, Married Divorced, una comèdia de Shady Hanna, la comèdia romàntica Solitaire de Sophie Boutros, The Beach House de Roy Dib i Tramontane de Vatche Boulghouroujian.

##### 2018
Amb nominacions als Premis Óscar i a la Palma d'Or a Cannes, el 2018 va marcar un punt crucial per al cinema libanès en l'escenari internacional. Al març, la pel·lícula L'insult de Ziad Doueiri va ser nominada a un Premi Óscar en la categoria de millor pel·lícula de parlar no anglesa, primera nominació en aquesta categoria per a una producció libanesa.
Cafarnaüm de Nadine Labaki, seleccionada per a competir per la prestigiosa Palma d'Or, va obtenir una ovació de 15 minuts després de la seva estrena el 17 de maig de 2018 al Festival Internacional de Cinema de Canes. La pel·lícula finalment va guanyar el Premi del Jurat en aquest festival.
Morine, de Tony Farjallah, un llargmetratge sobre una dona del segle VII que es disfressa d'home per a viure en un monestir, és considerada la primera pel·lícula històrica ambientada al Líban. Altres pel·lícules realitzades aquest any van ser Beirut Hold'em de Michel Kammoun, One of These Days de Nadim Tabet, el documental de Rana Eid Panoptic i The Notebooks de Joanna i Khalil Joreige.

##### 2019
Cafarnaüm de Nadine Labaki va ser nominada a la millor pel·lícula en llengua estrangera als 76ns Premis Globus d'Or, convertint-se en la segona pel·lícula libanesa en dos anys nominada a l'Oscar a la millor pel·lícula de parla no anglesa i aconseguint nominacions consecutives del Líban a la categoria. La pel·lícula també va ser nominada a la millor pel·lícula no en llengua anglesa als Premis BAFTA i al Premi César a la millor pel·lícula estrangera. El primer llargmetratge de ficció de Oualid Mouaness, 1982 va augmentar diversos premis arreu del món des que la seva estrena al Festival Internacional de Cinema de Toronto. 1982 va ser seleccionada com a presentació del Líban per ser considerada a la categoria de millor llargmetratge internacional a l'Oscar, però no va ser nominada. El primer llargmetratge de ficció d'Ahmad Ghossein, All This Victory va guanyar el primer premi de la Setmana de la Crítica a la Mostra Internacional de Cinema de Venècia.

#### Dècada del 2020

##### 2020
Broken Keys de Jimmy Keyrouz, el seu primer llargmetratge i Passion Simple de Danielle Arbid van formar part de la Selecció Oficial 2020 del Festival de Cinema de Canes. Brokey Keys va ser presentada per representar el Líban a la categoria de millor pel·lícula internacional a la 93a edició dels Premis Oscar. La pel·lícula franco-libanesa Skies of Lebanon de Chloé Mazlo va ser seleccionada a la Setmana de la Crítica de Canes.
We Are From There, un llargmetratge documental de Wissam Tanios, es va estrenar al Festival Internacional de Cinema de Rotterdam (IFFR). We Are From There també va guanyar el premi Saad Eldin Wahba a la millor pel·lícula de no ficció a Horitzons de la Nova Competició de Cinema Àrab al Festival Internacional de Cinema del Caire, mentre que una altra pel·lícula libanesa, Under the Concrete de Roy Arida va guanyar el premi Saad Eldin Wahba a la millor pel·lícula de ficció.
El llargmetratge Mafkoud, que va ser dirigit per Bachir Abou Zeid, es va estrenar el 2020 a tot el món àrab.
El 2020, Netflix va establir un fons d'emergència de cinema i televisió en col·laboració amb el Fons Àrab per a les Arts i la Cultura (AFAC) per donar suport en forma de subvencions individuals a les indústries cinematogràfiques i televisives del Líban.

##### 2021
Memory Box, escrita i dirigida per Joana Hadjithomas i Khalil Joreige, que es va estrenar al 71è Festival Internacional de Cinema de Berlín el març de 2021, va competir per l'Ós d'Or i Miguel's War d'Eliane Raheb projectada al Secció Panorama de la Berlinale on va ser el premi del públic i va rebre el sebon premi. Death of a Virgin and the Sin of Not Living, el primer llargmetratge de George Peter Barbari, també s'ha estrenat a la secció Berlinale Panorma.
'The Sea Ahead d'Ely Dagher es va estrenar a Canes durant la Quinzena dels Cineastes del festival. El documental de Daizy Gedeon Enough — Lebanon's Darkest Hour, es va projectar al Cannes Market i va rebre el premi "Movie That Matters Award" patrocinat per festivals de cinema i en associació amb Better World Fund.
El primer llargmetratge de Mounia Akl Costa Brava Lebanon, protagonitzat per Nadine Labaki, es va estrenar a la secció Horizons Extra de la 78a Mostra Internacional de Cinema de Venècia. La seva estrena estatunidenca va ser al TIFF on va guanyar el premi NETPAC. La pel·lícula també va guanyar el premi FIPRESCI i el premi Green Star per abordar els problemes ambientals al Festival de Cinema d'El Gouna. La pel·lícula també va guanyar el premi del públic a la 65a edició del BFI London Film Festival.
A més de Costa Brava Lebanon, Memory Box i The Sea Ahead també es van projectar al BFI London Film Festival.
State of Agitation d'Elie Khalifé es va estrenar a la Mostra de València, cinema del mediterrani i es va projectar al Malmö Arab Film Festival.
The River de Ghassan Sahlab, que és l'última pel·lícula de la trilogia després de The Mountain (2010) i The Valley (2014), es va estrenar a la 74a edició del Festival Internacional de Cinema de Locarno.
Octopus de Karim Kassem va guanyar el premi del Festival Internacional de Cinema Documental d'Amsterdam a la millor pel·lícula en el concurs Envision.

##### 2022
Netflix va estrenar la seva primera pel·lícula original àrab, Perfect Strangers, protagonitzada per Nadine Labaki i dirigida pel director libanès Wissam Smayra
"Warsha", un curtmetratge de la directora Dania Bdeir va guanyar el Premi del Jurat de Curtmetratges a Sundance.
El llargmetratge documental de Nadim Mishlawi, After the End of the World, es va estrenar al Sheffield DocFest, un dels tres festivals de documentals més importants del món.

##### 2023
La pel·lícula documental Q de Jude Chehab es va estrenar mundialment al Festival de Cinema de Tribeca El llargmetratge de Carlos Chahine La nuit du verre d'eau es va estrenar el 2023 al Líban i França